# Geomys knoxjonesi
Geomys knoxjonesi és una espècie de mamífer rosegador de la família dels geòmids. És endèmic del sud-oest dels Estats Units. Es tracta d'una espècie excavadora que s'alimenta principalment de tubercles, tiges i arrels. El seu hàbitat natural són les zones de sòl profund, sorrenc i eòlics, generalment en biomes nadius de iuques i herba. És una espècie en risc mínim, és a dir, no sembla que hi hagi cap amenaça significativa per a la seva supervivència.
Fou anomenat en honor del mastòleg estatunidenc J. Knox Jones Jr.

## Distribució i hàbitat
Aquesta espècie viu a les regions centrals de Texas, aproximadament entre els comtats de Ward, Martin i Cochran, i al sud-est de Nou Mèxic fins al comtat de Chaves. Dins d'aquesta regió, viu en àrees amb sòls de sorra profunda, enlloc dels sòls de llims més durs on viu el gòfer petit.

## Descripció
Es tracta d'una espècie relativament petita, que fa un 24 centímetres de longitud total, en els que es troben inclosos 8 centímetres de cua, i que té un pes que oscil·la entre el 160 i 185 grams. Els mascles són lleugerament més grossos que les femelles. Té el cos típic de les espècies de geomys, amb les potes del davant grans i amb urpes, els ulls i les orelles són petits, i té dues bosses folrades a les galtes. El seu pelatge és de color marró i es torna blanc al ventre i als peus.

## Comportament
És una espècie territorial i solitària, amb l'excepció del època d'aparellament, que té lloc entre l'octubre i l'abril. El període de gestació és d'uns 23 dies. Les cries són deslletades després de les 3 o 4 primeres setmanes de vida.
S'alimenta d'arrels i tiges de plantes com la iuca, el gira-sol i diverses herbes.

## Taxonomia
Visualment no es pot distingir del gòfer petit, pel qual durant molt temps va considerat una subespècie seva, abans de ser elevada a la categoria d'espècie sobre la base de diferències genètiques.
No se n'han descrit subespècies.